# 9081 Hideakianno
9081 Hideakianno este un asteroid din centura principală de asteroizi.

## Descriere
9081 Hideakianno este un asteroid din centura principală de asteroizi. A fost descoperit pe 3 noiembrie 1994 la Kuma Kogen de Akimasa Nakamura. Asteroidul prezintă o orbită caracterizată de o semiaxă mare de 2,97 ua, o excentricitate de 0,03 și o înclinație de 8,8° în raport cu ecliptica.